# Ловни туризам
Ловни туризам подразумева туристичко путовање које се предузима са циљем лова на дивље животиње, било у слободној природи (дивљини) или у простору који је посебно обликован и намењен за лов.

## Историјски развој ловног туризма
За праисторијског човека лов је представљао једну од најстаријих људских активности, још у каменом добу, а и начин опстанка и живота. У античком добу служио је као средство за стицање ратних вештина, док је у средњем веку уз помоћ лука и стреле човеку служио у ратним походима, али и као врста забаве. У античком добу се појављују први прописи у вези са ловом. 
Лов се може третирати и као спорт, забава, туристичка атракција, привредна делатност.

## Развој ловног туризма у Европи
У 19. веку велики број Британаца је одлазило у Африку и Азију ради истраживанја тропа, лова на животиње (слонове или лавове) па су кући доносили разне трофеје као доказ сопствене авантуре.

## Карактеристике ловног туризма
- Експлоатација природног ресурса која подразумева његово непосредно физичко уништење, али уз одређену финансијску надокнаду.
- Ловни туризам је везан за подручја која, по правилу, немају другу туристичку функцију и могућност економске валоризације.
- Природна ограниченост и девастација овог ресурса у једној земљи усмерава ловце ка иностраним дестинацијама.
- Периоди лова (касна јесен, рана зима) смањују негативне ефекте сезоналности туризма у целини.
- Приходи од ловног туризма су врло значајни, јер укључују разноврсну потрошњу (осим ‘туристичких услуга’, ту су и одстрелне таксе, изнајмљивање опреме и оружја и других услуга).
- Развој ловног туризма поспешује упосленост разних привредних и ванпривредних делатности, јер ловнотуристички производ сачињава низ компонената.
- Боравак у ловном туризму је релативно кратак (3-4 дана), па је потребан оптимални ниво организације за успешно пружање услуга од стране свих субјеката понуде.

Такође постоје и две врсте лова: 
- Лов високе дивљачи (јелен, срна, дивокоза)
- Лов ниске дивљачи (зец, фазан, јаребица).

У ловни туризам се убраја и фото сафари, који спада у вид непотрошног коришћења који може нашкодити дивљим животињама, јер се око њих крећу туристи и тако их узнемиравају.
Потрошно коришћење дивљих животиња подразумева критике и осуду, као и изумирање одређене врсте.

## Ловачки трофеји

### Уобичајени трофеји
- Рогови свих врста јелена и срндаћа, рогови

муфлона, дивојарца и дивокозе,
- Зуби (кљове) дивљег вепра,
- Лобања и крзно медведа, вука, риса, дивље мачке

и шакала, лобања лисице, јазавца и ракуноликог пса,
- Препарирана дивљач и њени препарирани делови.

### Параметри квалитета трофеја зависе од врсте
- Величина (дужина или пречник)
- Тежина

### Ловачки циљ
- Трофеји од зрелих, великих, старијих

животња које више нису репродуктивне (етички лов).

## Ловно туристички објекти
Свака дестинација у оквиру ловног туризма треба поседовати неке од ловних објеката, средства, као и опрему.
- Ловачка кућа - објекат у ловишту који има наменски карактер (одмарање, припрема хране, припремање за лов).
- Ловачка колиба - врста објекта, али знатно мања од ловачке куће. Гради се у сврху ноћења или одмора након лова. Углавном се гради у удаљенијим деловима ловишта.
- Место за пробање оружја - лоцирано близу ловачке куће, ради вежбања за лов.

За лов је потрбна ловна карта. Ловна карта може бити месечна и годишња. Захтев за добијање ловне карте подноси се кориснику ловишта, уз захтев за добијање ловне карте лице је дужно да приложи доказе о испуњености услова за добијање ловне карте, у складу са законом.